# (100249) 1994 RW13
(100249) 1994 RW13 es un asteroide perteneciente al cinturón de asteroides, descubierto el 12 de septiembre de 1994 por el equipo del Spacewatch desde el Observatorio Nacional de Kitt Peak, Arizona, Estados Unidos.

## Designación y nombre
Designado provisionalmente como 1994 RW13.

## Características orbitales
1994 RW13 está situado a una distancia media del Sol de 3,158 ua, pudiendo alejarse hasta 3,745 ua y acercarse hasta 2,572 ua. Su excentricidad es 0,185 y la inclinación orbital 11,17 grados. Emplea 2050 días en completar una órbita alrededor del Sol.

## Características físicas
La magnitud absoluta de 1994 RW13 es 15,6. Tiene 5,666 km de diámetro y su albedo se estima en 0,035.